# عمار مخلوفي
عمار مخلوفي سياسي جزائري، شغل منصب وزير الصناعة والطاقة بحكومة سيفي الثانية.